# Mary Ward (religieuse)
Pour les articles homonymes, voir Mary Ward et Ward.
Mary Ward, née le 23 janvier 1585 à Mulwith, dans le Yorkshire (Angleterre) et décédée le 30 janvier 1645, est une religieuse catholique anglaise, fondatrice de la congrégation religieuse des dames anglaises aujourd'hui divisée en deux groupes indépendants : la branche anglaise de la congregatio Jesu et la branche irlandaise de l'institut de la Bienheureuse Vierge Marie dont les sœurs sont couramment appelées sœurs de Lorette. Il s'agit de la première congrégation religieuse féminine de spiritualité ignacienne.
Déclarée vénérable le 19 décembre 2009, son procès en vue de béatification est en cours.

## Biographie

### Jeunesse et formation
Née le 23 janvier 1585 de Marmaduke and Ursula Ward, Mary connait dans sa famille même les grandes difficultés que rencontrent les catholiques en Angleterre. Par fidélité à sa foi catholique sa grand-mère paternelle Mrs Wright – auprès de laquelle elle passe cinq ans -  avait fait 14 ans de prison. À divers degrés plusieurs membres de sa famille ont souffert de persécution pour leur attachement au siège de saint Pierre.
À 15 ans, alors qu’elle réside à Osgodby, chez les Babthorpes, Mary ressent les premiers attraits vers la vie religieuse et du don total au Christ. Sa jeune cousine Barbara Babthorpe, est une amie et le restera toute sa vie. Mary rejette les partis qu’on lui propose, dont celui du brillant comte de Westmorland, Edmond Neville.
En mai 1606, avec une lettre de recommandation du jésuite Holtby, elle traverse la Manche et arrive à Saint-Omer où les jésuites anglais ont un important collège et séminaire. On la dirige vers le couvent des Clarisses où elle passe une année comme sœur tourière. Même si elle y fait l’expérience d’une grande paix et consolation intérieure elle estime que ce n’est pas là sa vocation. Elle y fait vœu de chasteté perpétuelle, mais quitte le couvent des Clarisses.

### Formation du groupe apostolique
Reprenant l’habit civil, elle se sent appelée à venir en aide aux catholiques d’Angleterre. Rentrée à Londres en 1609 elle se consacre à des œuvres de charité tout en cherchant sa voie. Une première compagne se joint à elle, Mary Pointz, ce qui confirme en elle une expérience spirituelle forte qui l’a définitivement convaincue que l’appel de Dieu n’est pas vers la vie contemplative, bien que certains (dont son confesseur) l’encouragent à entrer au Carmel. Peu après Mary Pointz se joignent au groupe Jane Browne, Catherine Smith, Susannah Rookwood et surtout Winefrid Wigmore qui sera une amie intime et fidèle durant les quarante ans qui viennent. Deux autres sont des parents proches: sa propre sœur, Barbara Ward, et une cousine, Barbara Babthorpe.
Le groupe passe en France, à Saint-Omer, qui est en quelque sorte le quartier général des catholiques anglais en exil. Les dames ouvrent une institution pour jeunes filles anglaises. Mary Ward cherche pour son groupe une règle qui leur permette de vivre le zèle des apôtres associé à l’esprit de recollection des religieux et ermites. Il leur semble que seule la règle de saint Ignace répond à leurs aspirations apostoliques. Toute vie religieuse féminine étant à l’époque strictement cloitrée elle fait face à de fortes oppositions. Elles ont appelées jésuitesses.
En 1614 leur maison de la Grosse rue à Saint-Omer est trop petite pour l’institution et internat pour jeunes filles anglaises. Aidée de son confesseur le jésuite anglais Roger Lee, Mary Ward obtient le soutien de l’évêque franciscain de Saint-Omer, Jacques Blaes, qui défend publiquement les ‘English ladies’ contre calomnies et médisances qui circulent. Mais elles ne peuvent être considérées comme ‘religieuses’.
En 1615, le projet ayant muri, Mary Ward envoie un mémorandum au pape. Elle y trace les grandes lignes du projet d’institut religieux féminin qu’elle envisage : de vocation tout à la fois religieuse et apostolique, sans cloître ni habit religieux uniforme, et obéissant spécialement au pape. La réponse de Pie V est encourageante mais prudente. Pas d’approbation officielle.

### Développements à Liège et Rome
Une maison est ouverte à Liège (1616) où elle reçoit le soutien actif du prince évêque Ferdinand de Bavière. Un noviciat en 1618, également à Liège. Trois ans plus tard - par invitation - des institutions d’enseignement sont ouvertes à Cologne et Trèves. Entre 1610 et 1618 Mary Ward visite plusieurs fois l’Angleterre, toujours clandestinement. Mais elle commence à être connue au point que l’archevêque (anglican) de Cantorbéry aurait dit : «Cette femme fait plus de tort que beaucoup de prêtres. J’échangerais volontiers six ou sept jésuites pour elle...». Elle est plusieurs fois arrêtée et fait quelques brefs séjours en prison. Mais les femmes ne sont pas poursuivies avec le même zèle que les prêtres catholiques.
Toujours en attente d’une approbation, Mary Ward décide en octobre 1621 de faire le voyage de Rome, avec quelques compagnes, pour y plaider personnellement son projet. Elle est reçue avec bienveillance par Grégoire XV, et présente ensuite son mémoire aux cardinaux de la congrégation pour les Religieux. Une surprise pour eux : pour la première fois une femme présente elle-même un projet de fondation religieuse. Mais les temps sont inopportuns. Le grave conflit entre clergé séculier et jésuites en Angleterre fait que les premiers s’opposent à Mary Ward et ses compagnes, perçues comme ‘jésuitesses’. Encourageant mais circonspect le supérieur général des jésuites, Muzio Vitelleschi refuse de soutenir officiellement le projet de Mary Ward.
Pour mieux convaincre par l’action, Mary Ward ouvre une école pour jeunes filles pauvres, à Rome en 1622. Celle-ci est rapidement un succès. Mais elle perd sa sœur Barbara (Ward) qui meurt le 25 janvier 1623. D’autres malheurs suivent. Susannah meurt à Naples, où une autre fondation vient d’être faite dans le plus grand dénuement. Les ‘English ladies’ sont observées (épiées...) et admirées. Mais leurs initiatives sont trop modernes. Sur ordre reçu elles doivent fermer l’école de Rome en 1625, au grand mécontentement des parents de leurs élèves qui protestent publiquement.

### Voyage en Allemagne et deuxième visite à Rome
Les portes de Rome étant fermées Mary Ward quitte la ville éternelle. Louanges et encouragements ne manquent pas cependant. Une lettre du Supérieur Général des jésuites les recommande à qui veut bien les aider. Mary Ward est reçue personnellement par Charles Borromée – rencontre exceptionnelle - lors de son passage par Milan. Continuant leur voyage par Innsbruck et Munich, elles s’y arrêtent, car l’électeur Maximilien leur offre la ‘Paradeishaus’. C’est la première fondation de l’’institut en Bavière (Allemagne d’aujourd’hui). Ensuite c’est Vienne, où en peu de temps elles ont près de 500 élèves. Et en 1627, l’archevêque de Budapest, Péter Pázmány, les reçoit pour une nouvelle fondation (Bratislava ?).
Bien que malade Mary Ward décide en 1629 de reprendre la route conduisant de Munich à Rome, le pape Urbain VIII y ayant succédé à Grégoire XV en 1623. On pourrait croire que le succès apostolique de ses institutions éducatives pour jeunes filles et le soutien de tant d’amis, dont le jésuite anglais John Gérard et le cardinal Borgia faciliterait cette fois l’approbation. Il n’en et rien.
L’entrevue avec Urbain VIII est courtoise, qui l’envoie rencontrer les dignitaires de la Congrégation des religieux. Une fois de plus Mary Ward présente avec détermination, humilité et sérénité son projet. Elle quitte Rome immédiatement après. Mais le sort de l’institut est déjà scellé. A l’insu de Mary Ward la Congrégation des religieux avait déjà décidé (en 1628) la suppression des maisons de l’institut. L’argument reste le même: la vie religieuse féminine ne peut être envisagée sans l’engagement à une vie cloîtrée. L’institut, qui comptait déjà 300 membres, est supprimé en 1630 par bulle pontificale et Mary Ward est arrêtée et emprisonnée dans un couvent d’Angers (France) comme ‘hérétique et schismatique’. Elle commente: «souffrir sans avoir péché n’est pas un fardeau».  Ses amis outrés font appel à Urbain VIII qui ordonne son immédiate libération.

### Troisième visite à Rome
Pour la troisième fois Mary Ward se rend à Rome. De nouveau reçue par le pape elle lui dit: «Saint Père, je ne suis pas, et n’ai jamais été, hérétique». Urbain VIII est impressionné par cette personnalité hors du commun et la prend cette fois sous sa protection directe. Mary Ward est autorisée à faire venir ses compagnes à Rome pour y ouvrir une institution d’enseignement. À ceux qui se plaignent de son manque d’obéissance le pape rétorque en interdisant qu’on l’inquiète davantage.
En 1637, pour la deuxième fois Mary Ward est au plus mal et reçoit le sacrement d’extrême onction. Urbain VIII lui envoie une bénédiction apostolique spéciale, par l’intermédiaire du cardinal Onofrio, celui-là même qui avait signé le décret de suppression six ans auparavant. Il semble être arrivé à une appréciation plus positive de l’œuvre de  l’institut.
Une nuit de 1637, à la surprise de tous, Mary Ward décide de partir pour Spa. Avec les lettres de recommandations du pape Urbain VIII, Mary Ward et ses deux compagnes sont partout bien reçues malgré le désordre et l’insécurité causée sur les routes par la Guerre de Trente Ans.
En mai 1639, Mary Ward quitte définitivement le continent pour l’Angleterre, sa terre natale. Avec la présence de la reine consorte catholique Henriette-Marie de France à la cour, les catholiques ont une plus grande visibilité et sont laissés en paix. Protégée par la reine, Mary Ward prend sous sa direction plusieurs jeunes filles catholiques, de bonne famille comme de milieux pauvres pour les éduquer. Sa maison est fort fréquentée par des personnalités du monde londonien dont le nonce apostolique, le comte Rosetti, qui lui révèle avoir reçu consigne expresse du pape de lui rendre toute assistance possible.
Cette vie londonienne continue durant trois ans. La pionnière demande aide et permission pour ouvrir plusieurs écoles dans la cité de Londres. Éducatrice dans l’âme elle forme des collaboratrices au travail pédagogique, insistant sur les études et  la compétence intellectuelle. La guerre civile anglaise de 1642 met fin à cette fragile tranquillité. Mary Ward doit quitter Londres et se retire d’abord à Hutton Rudby dans le Nord-Yorkshire, et finalement à Heworth Hall, près de York, une résidence appartenant à ses cousins, les Thwings.
Elle y reçoit des prêtres catholiques clandestins, parfois jusqu’à cinq à la fois. Lorsque la ville de York est assiégée, et malgré le danger, elle refuse de quitter les lieux, cependant bien endommagés par le passage de la soldatesque. Avec la victoire du parti parlementaire contre les royalistes lors de la première guerre civile anglaise, la chasse aux prêtres catholiques reprend de plus belle. Ce qui coûte le plus à Mary Ward c’est d’être privée de l’Eucharistie durant de longues semaines.
Le 28 décembre 1644  elle se sent mal. Assistée de ses fidèles compagnes, Mary Pointz et Winefrid Wigmore, Mary Ward meurt le 30 janvier 1645. Par mesure de précaution, et craignant de possibles profanations anticatholiques, elle est enterrée dans un petit cimetière distant de York, à Osbaldwick.